# Gunilla Wettergren-Skawonius
Ingeborg Maria Gunilla Wettergren-Skawonius, född Wettergren 23 mars 1909 i Stockholm, död där 13 mars 1992, var en svensk journalist och författare.

## Biografi
Gunilla Wettergren-Skawonius var medarbetare i Göteborgs Handels- och Sjöfartstidning och Morgontidningen, Göteborg 1928–1935 och i Idun 1935–1947. Hon var filmkrönikör på Radiotjänst mellan 1938 och 1944. Hon arbetade vid Nationalmuseums bildarkiv 1966–1974 och skrev 1979–1986 i Sköna Hem. 
Gunilla Wettergren-Skawonius var dotter till museimannen och teaterchefen Erik Wettergren och Ellen Nisser (1885–1959), samt dotterdotter till bruksägaren Martin Nisser. Hon  gifte sig 1941 med formgivaren och scenografen Sven Erik Skawonius, med vilken hon 1943 fick två barn,  kulturjournalisten Betty Skawonius (född 1943) och Charlotte Skawonius, filosofie doktor (född 1947).